# Blinjska Greda
Blinjska Greda – wieś w Chorwacji, w żupanii sisacko-moslawińskiej, w gminie Sunja. W 2011 roku liczyła 35 mieszkańców.